# Sabero
Sabero – gmina w Hiszpanii, w prowincji León, w Kastylii i León, o powierzchni 24,94 km². W 2011 roku gmina liczyła 1353 mieszkańców.